# Bezirk Loitsch
Der Bezirk Loitsch (slowenisch Okrajiio glavarstvo Logatec) war ein Politischer Bezirk im Herzogtum Krain. Der Bezirk umfasste Teile von Unterkrain, Sitz der Bezirkshauptmannschaft war die Gemeinde Loitsch (Logatec).
Das Gebiet wurde nach dem Ersten Weltkrieg im Zuge des Vertrags von Saint-Germain 1919 Jugoslawien zugeschlagen und ist seit 1991 Teil der Republik Slowenien.

## Geschichte
| Jahr | Fläche (km²) | Ein- wohner | Slowenisch- sprachige | Deutsch- sprachige |
| ---- | ------------ | ----------- | --------------------- | ------------------ |
| 1880 |              | 37.702      | 37.344                | 230                |
| 1890 |              | 40.273      | 39.903                | 154                |
| 1900 | 1208,69      | 40.384      | 40.005                | 202                |
| 1910 | 1208,51      | 41.009      | 40.584                | 209                |

Die modernen, politischen Bezirke der Habsburgermonarchie wurden 1867/68 im Zuge der Trennung der politischen von der judikativen Verwaltung geschaffen.
Der Bezirk Loitsch wurde dabei per 10. März 1867 aus den Gerichtsbezirken Loitsch (auch Planina; slowenisch Sodnijski okraj Logatec), Laas (Lož) und  Idria (Idrija) gebildet.
1892 wurde zudem die Errichtung des Gerichtsbezirks Zirknitz (Cerknica) bestimmt, der aus Teilen des Gerichtsbezirks Loitsch geschaffen wurde.
Per 1. Jänner 1894 nahm das Bezirksgericht Zirknitz schließlich seine Tätigkeit auf.
Im Bezirk Loitsch lebten 1869 35.152 Personen, wobei der Bezirk 5140 Häuser beherbergte.
Der Bezirk wies 1880 eine anwesende Bevölkerung von 37.702 Personen auf, wovon 37.344 Slowenisch und 230 Deutsch als Umgangssprache angaben.
1910 wurden für den Bezirk 41.009 Personen ausgewiesen, von denen 40.584 Slowenisch (99,0 %) und 209 Deutsch (0,5 %) sprachen.
Durch die Grenzbestimmungen des am 10. September 1919 abgeschlossenen Vertrages von Saint-Germain wurde der Bezirk Loitsch zur Gänze dem Königreich Jugoslawien zugeschlagen.